# Shavuot
Shavu'òt () (o Shovuos (), in uso ashkenazita; Shavuʿoth in ebraico sefardita e mizrahì (שבועות, lett. "Settimane"), noto come Festa delle Settimane in italiano e come Pentecoste (Πεντηκοστή) in greco antico, è una festività ebraica che cade al sesto giorno del mese ebraico di Sivan (tra il 15 maggio e il 14 giugno). È una delle tre feste bibliche di pellegrinaggio (Shalosh Regalim). Gli ebrei di lingua greca diedero il nome di pentecoste (πεντηκόστη) poiché cade 50 giorni dopo Pesach. Escludendo il giorno stesso di Pesach, la festa cade 49 giorni più tardi. Questa festa pone termine al Conteggio dell'Omer. 
Shavu'òt ha numerosi aspetti che ne hanno determinato i vari nomi con cui viene identificato. Nel Tanakh è chiamata "Festa della mietitura" (חג הקציר, Ḥag ha-Qatsir; Esodo 23, 16) e "Festa delle settimane" (חג שבעות, Ḥag Šavu‘òt; Es 34, 22; Deuteronomio 16, 10) ed ancora "Festa delle primizie" (יום הבכורים, Yom ha-Bikkurim; Numeri 28, 26).
Shavuot è una delle feste meno celebrate tra gli ebrei secolari della diaspora, mentre è più sentita tra gli ebrei d'Israele. Secondo la Legge ebraica (Halakhah), Shavuot è celebrato in Israele per un giorno e nella diaspora (fuori di Israele) per due giorni. L'ebraismo riformato celebra solo un giorno, anche nella diaspora.

## Periodo
Shavuot cade nel XXI secolo (calendario gregoriano) nei seguenti giorni:
| Calendário gregoriano                              |
| -------------------------------------------------- |
| 15 maggio–16 maggio: 2013 e 2089                   |
| 16 maggio–17 maggio: 2032 e 2070                   |
| 17 maggio–18 maggio: 2002, 2021, 2051 e 2097       |
| 18 maggio–19 maggio: 2040, 2048, 2059 e 2078       |
| 19 maggio–20 maggio: 2010 e 2086                   |
| 20 maggio–21 maggio: 2018, 2029, 2037, 2067 e 2075 |
| 21 maggio–22 maggio: 2056, 2064 e 2094             |
| 22 maggio–23 maggio: 2026 e 2045                   |
| 23 maggio–24 maggio: 2007, 2053, 2072, 2083 e 2091 |
| 24 maggio–25 maggio: 2015, 2034 e 2080             |
| 25 maggio–26 maggio: 2042, 2061 e 2099             |
| 26 maggio–27 maggio: 2004, 2023, 2069 e 2088       |
| 27 maggio–28 maggio: 2012, 2050 e 2096             |
| 28 maggio–29 maggio: 2001, 2031 e 2077             |
| 29 maggio–30 maggio: 2009, 2020, 2039 e 2058       |
| 30 maggio–31 maggio: 2066 e 2085                   |
| 31 maggio–1 giugno: 2017, 2028, 2047 e 2093        |
| 1 giugno–2 giugno: 2036, 2044 e 2074               |
| 2 giugno–3 giugno: 2006, 2025 e 2055               |
| 3 giugno–4 giugno: 2033, 2052, 2063, 2071 e 2082   |
| 4 giugno–5 giugno: 2014, 2060 e 2090               |
| 5 giugno–6 giugno: 2022, 2041 e 2079               |
| 6 giugno–7 giugno: 2003, 2049, 2068, 2087 e 2098   |
| 7 giugno–8 giugno: 2030 e 2076                     |
| 8 giugno–9 giugno: 2011, 2057 e 2095               |
| 9 giugno–10 giugno: 2008, 2019, 2038 e 2084        |
| 10 giugno–11 giugno: 2046 e 2065                   |
| 11 giugno–12 giugno: 2027, 2073 e 2092             |
| 12 giugno–13 giugno: 2016, 2024 e 2054             |
| 13 giugno–14 giugno: 2005, 2035, 2081 e 2100       |
| 14 giugno–15 giugno: 2043 e 2062                   |

Come per tutte le altre feste ebraiche, l'inizio della festa coincide con il tramonto del giorno precedente.

## Significato

### Mietitura del grano
Shavuot non è specificamente citato come il giorno in cui la Torah venne rivelata da Dio alla nazione israelita sul Monte Sinai nella Bibbia, sebbene ciò sia menzionato comunemente come principale significato.
Quello che nella Bibbia è veramente connesso con la festa di Shavuot è la stagione della mietitura del grano in Terra d'Israele.
Nell'antico Israele la mietitura durava sette settimane durante le quali si respirava un'atmosfera di gioia (Geremia 5:24, Deuteronomio 16:9-11, Isaia 9:2). Si iniziava con la mietitura dell'orzo durante Pesach e si terminava con la mietitura del frumento a Shavu'òt. Shavu'òt era quindi la festa conclusiva della mietitura del grano, così come le otto giornate di Sukkot rappresentavano il termine del raccolto della frutta. Durante l'esistenza del Tempio di Gerusalemme, si faceva un'offerta di due pagnotte della farina di Shavuot. Secondo Esodo 34:18-26, Shavu'òt è la seconda delle tre feste che venivano celebrate nel Tempio e gli Israeliti dovevano recarvisi portando con sé i primi frutti del raccolto:
Non era prescritta una quantità minima:
Nel Levitico 23:15-21) vengono definiti i sacrifici che dovevano essere offerti dalla comunità: essi prevedevano il sacrificio di numerosi animali.

### Scritturali

#### Nomi nella Torah
Nella Bibbia ebraica, Shavuot è chiamato Festa delle Settimane (in ebraico חג השבועות‎?, Ḥag ha-Shavuot, Esodo 34:22, Deuteronomio 16:10); Festa del Raccolto (חג הקציר, Ḥag ha-Katsir, Esodo 23:16), e Giorno delle Primizie (יום הבכורים, Yom ha-Bikkurim, Numeri 28:26).
Shavuot, plurale della parola che significa "settimana" o "sette", allude al fatto che questa festa cade esattamente sette settimane (cioè, "una settimana di settimane") dopo Pesach (Pasqua).

#### Nel Talmud
Il Talmud cita Shavuot come Atzeret (in ebraico עצרת‎?, letteralmente, "astenersi" o "trattenersi"), con riferimento alla proibizione di lavorare durante questa festa e fino alla conclusione delle festività pasquali. Poiché Shavuot cade 50 giorni dopo Pesach, gli ebrei ellenisti gli diedero il nome di "Pentecoste" (πεντηκοστή, "cinquantesimo giorno").

## Osservanze bibliche

### Cerimonia delle Primizie,Bikkurim
Shavuot era anche il primo giorno in cui le persone potevano portare i Bikkurim ("primi frutti/primizie") al Tempio di Gerusalemme (Mishnah Bikkurim 1:3). I Bikkurim erano offerti prendendoli dalle "Sette Specie" per cui la Terra di Israele viene lodata: frumento, orzo, uva, fichi, melegrane, olive e datteri (Deuteronomio 8:8).
Nella società preponderantemente agraria dell'antico Israele, i contadini ebrei nei loro campi legavano dei vimini intorno ai primi frutti maturi di ciascuna delle succitate specie. Al tempo del raccolto, i frutti identificati dai vimini venivano tagliati e messi in cesti imbastiti d'oro e d'argento. I cesti erano poi caricati su buoi le cui corna erano dorate ed intrecciate con ghirlande di fiori, ed erano portati in processione solenne a Gerusalemme. Quando il fattore ed il suo corteo passavano attraverso le città ed i paesi, erano accompagnati da musica e parate.

### Tempio di Gerusalemme
Al Tempio di Gerusalemme, ogni contadino presentava i suoi Bikkurim ad un Kohen in una cerimonia che seguiva il testo di Deuteronomio 26:1-10.
Questo cerimoniale inizia col testo che dice: "Un Arameo cercò distruggere mio padre" facendo riferimento agli sforzi di Labano per indebolire Giacobbe (commentario di Rashi su Deuteronomio 26:5) — o, in una traduzione alternativa, il testo narra "Mio padre era un Arameo errante" riferendosi al fatto che Giacobbe era vagabondo senza soldi per 20 anni in terra di Aram (Deuteronomio 26:5, commentario di Abraham ibn ‛Ezra).
Il testo procede a raccontare nuovamente la storia degli ebrei quando andarono in esilio in Egitto e furono schiavi in cattività e oppressi; dopodiché Dio li liberò e li portò in Terra di Israele.
La cerimonia di Bikkurim trasmette la gratitudine degli ebrei verso Dio sia per le primizie dei campi sia per averli guidati in tutto il corso della loro storia.

## Osservanze moderne

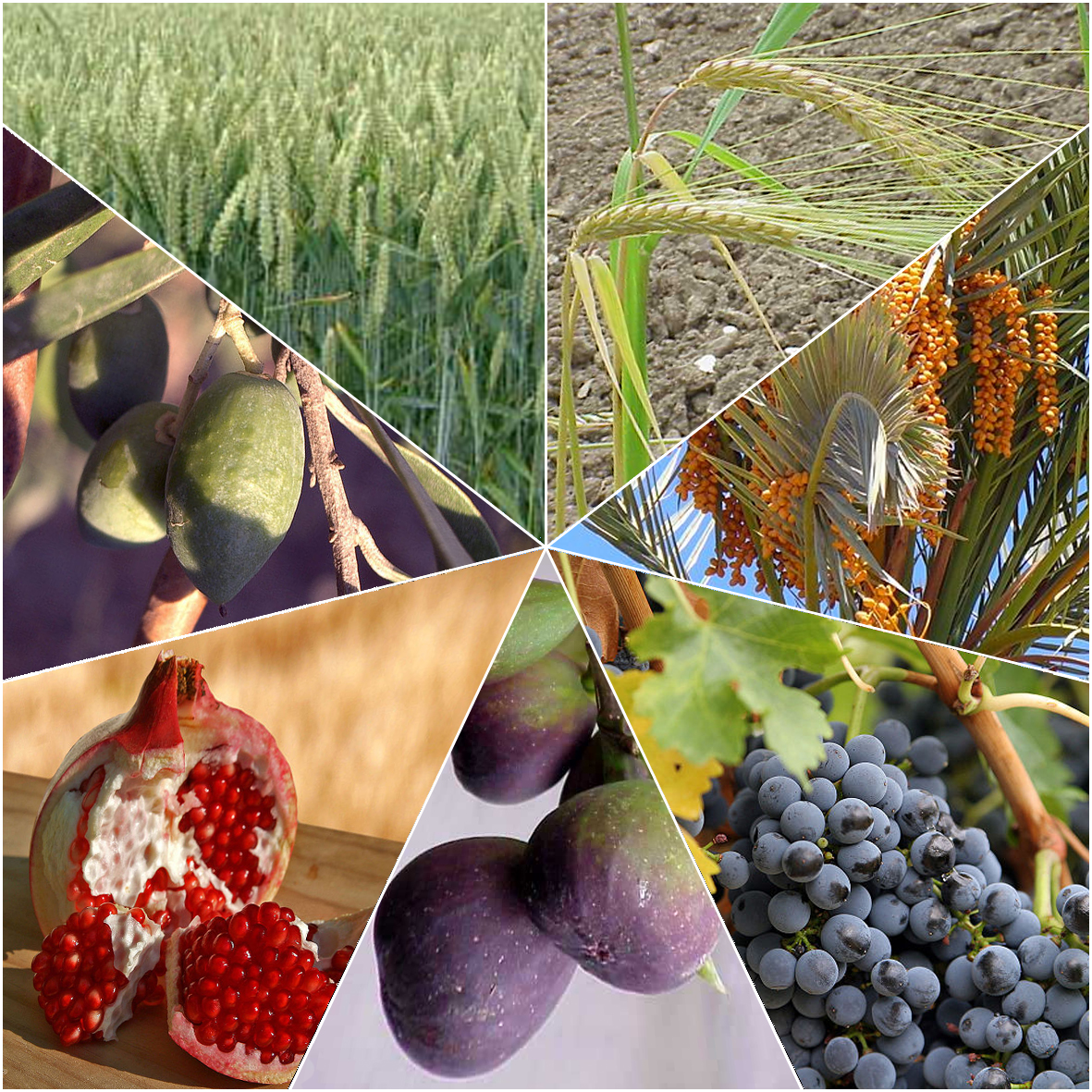
Bikkurim, le Sette Specie della Terra di Israele, elencate dal versetto biblico : "Un paese di frumento, di orzo, di viti, di fichi e di melograni; paese di ulivi e di miele"

Shavuot non è come le altre feste ebraiche, in quanto non impone mitzvot (comandamenti) specifiche da osservare, al di là delle osservanze festive tradizionali di pasti e gaiezza, con preghiere e astensione dal lavoro; tuttavia, è caratterizzata anche da molte costumanze (minhag).
Un modo per ricordarsi di queste tradizioni sono le lettere della parola ebraica acharit (אחרית, "ultimo/a"). Poiché la Torah è chiamata reishit (ראשית, "primo/a"), la tradizione di Shavuot evidenzia l'importanza di conservare la pratica religiosa ebraica. Queste costumanze, in gran parte osservate dalle comunità ashkenazite, sono:
- אקדמות – Akdamut, lettura del poema liturgico durante il servizio religioso mattutino in sinagoga
- חלב – Chalav (latte), la consumazione di latticini, come latte e formaggio
- רות – Rut, lettura del Libro di Rut durante il servizio mattutino (fuori di I, al secondo giorno)
- ירק – Yerek, decorazione delle case e sinagoghe con erbe e piante verdi
- תורה – Torah, impegnarsi tutta la notte nello studio della Torah.

### Akdamut
Akdamut (aramaico: אקדמות) è un poema liturgico che esalta la grandezza di Dio, della Torah e di Israele, che viene letto pubblicamente nella sinagoga subito prima della lettura biblica nel primo giorno di Shavuot. Fu composto da Rabbi Meir di Worms, il cui figlio fu ucciso durante la Crociata del 1096. Rabbi Meir fu costretto a difendere la Torah e la propria fede ebraica in un dibattito coi preti locali, e riuscì a "trasmettere appassionatamente la sua certezza nella potenza di Dio, il Suo amore per il popolo ebraico, e l'eccellenza della Torah." Successivamente scrisse Akdamut, un poema di 90 versi in aramaico che evidenzia tali temi. Il poema è scritto seguendo un modello di doppio acrostico secondo l'ordine dell'alfabeto ebraico. Inoltre, ogni riga finisce con la sillaba "ta" (תא), l'ultima e la prima lettera dell'alfabeto ebraico, alludendo all'interminabilità della Torah. Anche la melodia tradizionale che accompagna il poema trasmette un senso di grandezza e trionfo.
I sefarditi non leggono Akdamut, ma prima del servizio religioso serale cantano un inno intitolato Azharot che proclama i 613 comandamenti biblici. I comandamenti positivi sono cantati nel primo giorno e quelli negativi nel secondo giorno di celebrazione.
Il poema liturgico Yatziv Pitgam (aramaico: יציב פתגם) è recitato in alcune sinagoghe della diaspora il secondo giorno di Shavuot. Il nome dell'autore e di suo padre appaiono in forma di acrostico all'inizio dei 15 versi del poema.

### Latticini

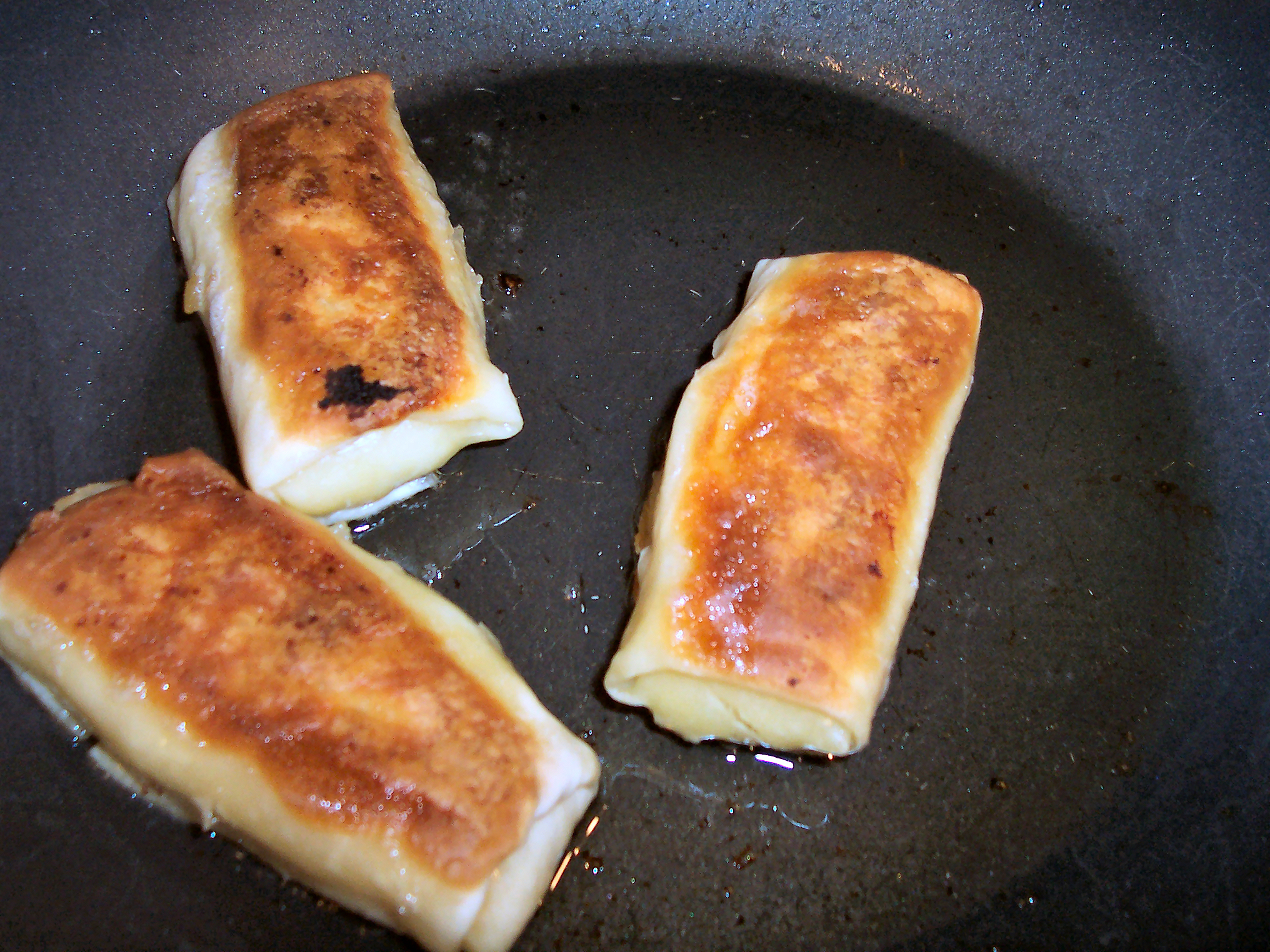
Bliny al formaggio, mangiati tipicamente dagli ashkenaziti durante Shavuot

Latticini come torte al formaggio (cheesecake), bliny con panna acida, e kreplach (crespelle) al formaggio tra gli ashkenaziti; samosa al formaggio (sambusak), kelsonnes (ravioli al formaggio), e atayef (frittelle ripiene di formaggio) tra gli ebrei siriani; kahee (impasto con burro e zucchero) tra gli ebrei iracheni; e una torta a sette strati chiamata siete cielos (sette cieli) tra gli ebrei tunisini e marocchini sono consumati tradizionalmente durante la festa di Shavuot. Gli ebrei yemeniti invece non mangiano latticini di Shavuot.
In linea con l'osservanza di altri Yom Tov, durante Shavuot si celebra sia un pasto serale sia un pasto di mezzogiorno. La carne di solito si serve alla sera e i latticini il giorno o in un Qiddush mattutino.
Tra le spiegazioni date nella letteratura rabbinica riguardo alla consumazione di latticini in questa occasione festiva, ci sono:
- Prima di ricevere la Torah, gli Israeliti non erano obbligati ad osservare le sue leggi, che includono la shechita (macellazione rituale) ed il kashrut. Poiché ora tutte le loro pentole e piatti dovevano essere resi kosher prima dell'uso, gli Israeliti scelsero di mangiare latticini.
- La Torah è paragonata al latte da Re Salomone, che scrisse: "le tue labbra stillano come un favo di miele, miele e latte sono sotto la tua lingua" (Cantico 4:11[43]).
- La Ghematria della parola ebraica chalav (חלב, latte) è 40, corrispondente alle 40 notti che Mosè passò sul Monte Sinai prima di portare giù la Torah.
- Secondo lo Zohar, ogni giorno dell'anno si collega ad uno dei 365 comandamenti negativi. Shavuot corrisponde al comandamento "Porterai alla casa del Signore, tuo Dio, la primizia dei primi prodotti della tua terra. Non cuocerai un capretto nel latte di sua madre" (Esodo 34:26[44]). Poiché il primo giorno per portare Bikkurim (primi frutti) è Shavuot, la seconda metà del versetto si riferisce alla tradizione di mangiare due pasti separati – uno di latte e uno di carne – durante Shavuot.
- Il salmista chiama il Monte Sinai Har Gavnunim (in ebraico הר גבננים‎?, montagna dalle cime maestose, Salmi 68:15-17[45]), che è etimologicamente simile a gevinah (גבינה, formaggio).

### Libro di Rut

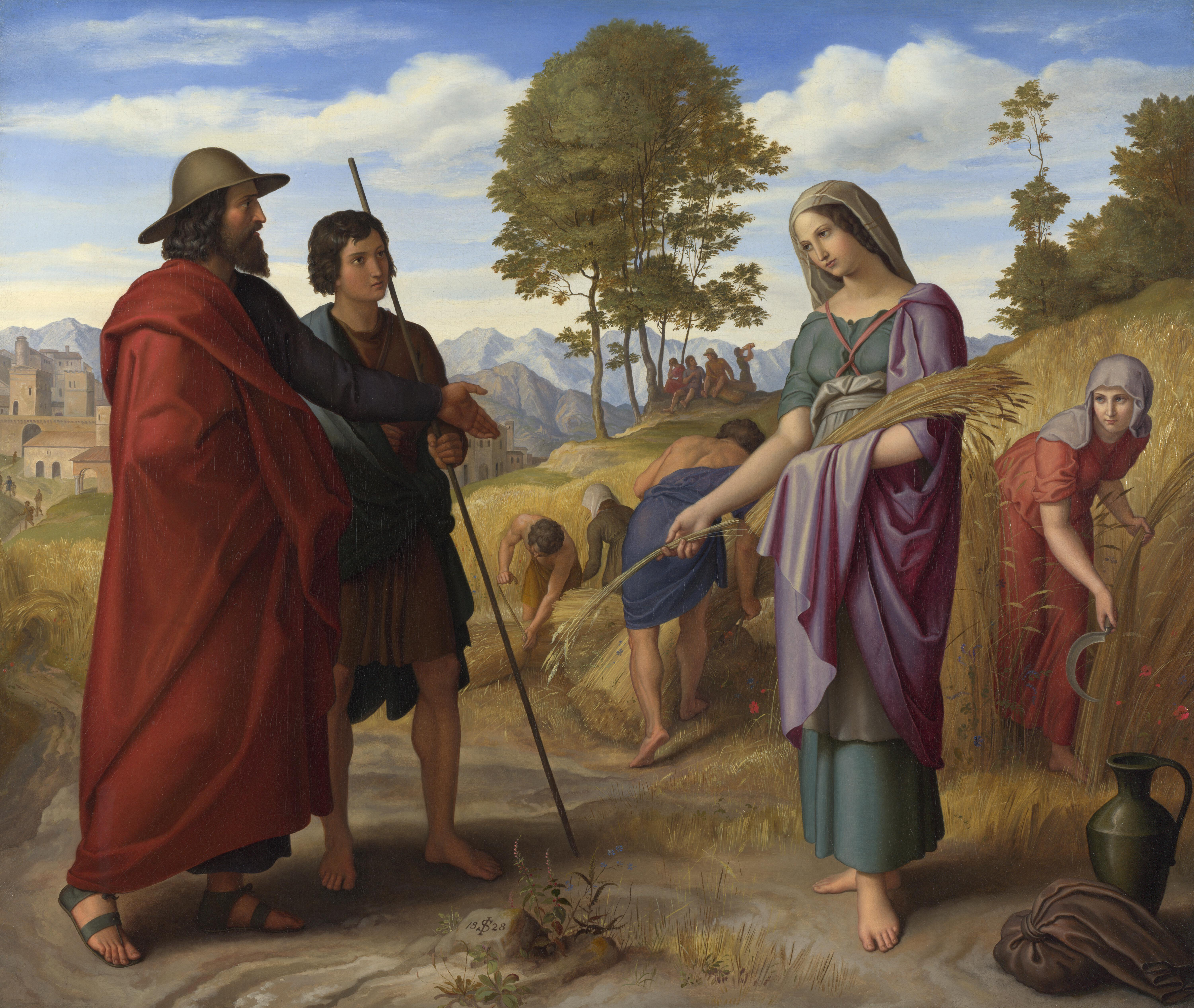
Rut nel campo di Boaz

Ci sono cinque libri nel Tanakh, conosciuti come Megillot (in ebraico מגילות‎?, "rotoli") e vengono letti pubblicamente nelle sinagoghe in diverse festività ebraiche. Il Libro delle Lamentazioni, che narra della distruzione del Tempio Santo, è la lettura di Tisha b'Av; il Libro di Ecclesiaste, che descrive la fugacità della vita, corrisponde a Sukkot; il Libro di Ester (Megillat Esther) riporta gli eventi di Purim; infine il Cantico dei cantici, che riecheggia i temi della primavera e l'amore di Dio per il popolo ebraico, è la lettura di Pesach.
Il Libro di Rut (מגילת רות, Megillat Ruth) viene letto durante Shavuot perché:
1. Re Davide, discendente di Rut, nacque e morì di Shavuot [Y Chagigah 2:3];
2. Shavuot è tempo di mietitura (Esodo 23:16[46]) e gli eventi del Libro di Rut accadono durante il tempo del raccolto;
3. La ghematria (valore numerico) di Rut è 606, numero di comandamenti dati al Sinai in aggiunta alle Sette Leggi noachiche già date, per un totale di 613;
4. Rut era una convertita e tutti gli ebrei erano entrati nell'Alleanza il giorno di Shavuot, quando fu data la Torah;
5. Il tema centrale del libro è l'amore, la pietà, e la Torah parla di amore;
6. A Rut fu permesso di sposare Boaz sulla base dell'interpretazione della Legge orale del versetto: "Il Moabita non entrerà nella comunità del Signore" (Deuteronomio 23:4[47]), che afferma che questo versetto si applica solo agli uomini moabiti. Ciò sottolinea l'unità della Torah scritta con quella orale.[48]

### Vegetazione

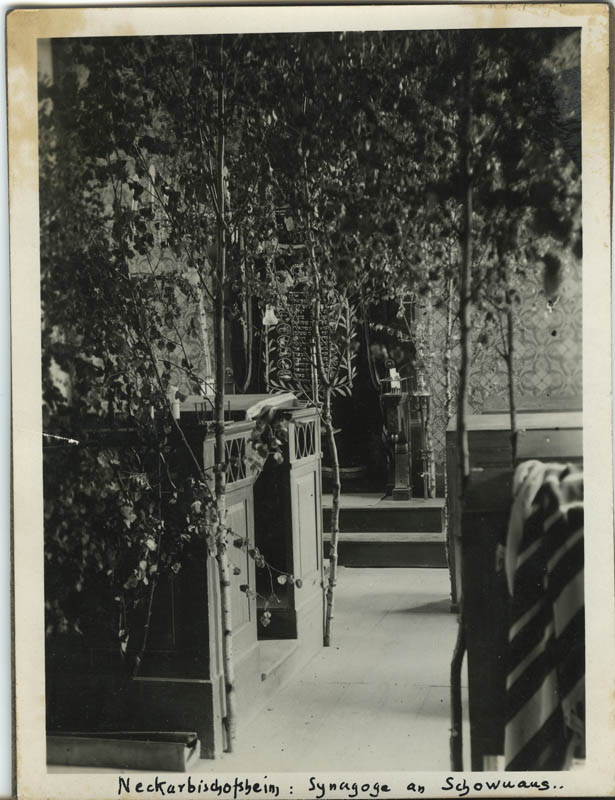
Interno della Sinagoga di Neckarbischofsheim addobbata con piante per Shavuot (foto d'epoca)

Secondo il Midrash, il Monte Sinai fiorì all'improvviso in anticipo per la consegna della Torah. Piante ed erba appaiono anche nella storia di Mosè bambino, rinvenuto tra i giunchi in un canestro di papiro (Esodo 2:3) quando aveva tre mesi d'età (Mosè nacque il 7 Adar e posto sul Nilo il 6 Sivan, lo stesso giorno in cui successivamente portò la nazione ebraica sul Monte Sinai a ricevere la Torah).
Per queste ragioni, molte famiglie ebree tradizionalmente decorano le case e le sinagoghe di erbe, fiori e rami a ricordo della verdeggiante montagna scelta da Dio per dare agli Israeliti la Torah, a Shavuot. Queste decorazioni sono principalmente fatte di rami di palme sovrapposte una all'altra. È un'usanza molto sentita, soprattutto tra aschenaziti e sefarditi, assieme a cibi che ricordano le cose mangiate nel deserto. Certe sinagoghe decorano il bimah con un baldacchino di fiori e piante in modo che assomigli ad un chuppah, poiché Shavuot è ricordato misticamente come il giorno in cui il mediatore (Mosè) portò la sposa (la nazione di Israele) al chuppah (Monte Sinai) per sposare lo sposo (Dio); la ketubah (contratto matrimoniale) era la Torah. Alcune comunità sefardite orientali leggono proprio una ketubah tra Dio e Israele come parte del servizio religioso.
Il Gaon di Vilna cancellò la tradizione di decorare con alberi perché somigliava troppo alle decorazioni cristiane delle rispettive festività, specialmente quella della Pentecoste.

### Studio della Torah
La tradizione di stare alzati tutta la notte di Shavuot a studiare la Torah – tradizione nota come Tikkun Leil Shavuot (in ebraico תקון ליל שבועות‎?, vedi sotto) – ha le sue origini nel Midrash, che narra che la notte prima che fosse consegnata la Torah a Mosè e al popolo, gli Israeliti andarono a dormire presto per essere ben riposati al grande momento che li attendeva. Però dormirono troppo e Mosè dovette svegliarli, perché Dio era già in attesa sulla cima della montagna. Per rettificare questo difetto percepito nel comportamento della nazione, molti ebrei religiosi rimasero svegli tutta la notte per imparare la Torah.
La costumanza di studiare la Torah tutta la notte risale al 1533 quando Rabbi Joseph Caro, autore del Shulchan Aruch, e che all'epoca viveva a Salonicco nell'Impero ottomano, invitò Rabbi Shlomo Halevi Alkabetz e altri colleghi cabalisti a celebrare vigilie di studio notturno per Shavuot preparandosi tre giorni prima, proprio come gli Israeliti si erano preparati tre giorni in anticipo della consegna della Torah. Durante uno di quelle sessioni di studio, un angelo apparve e insegnò loro la Legge ebraica (Halakhah).

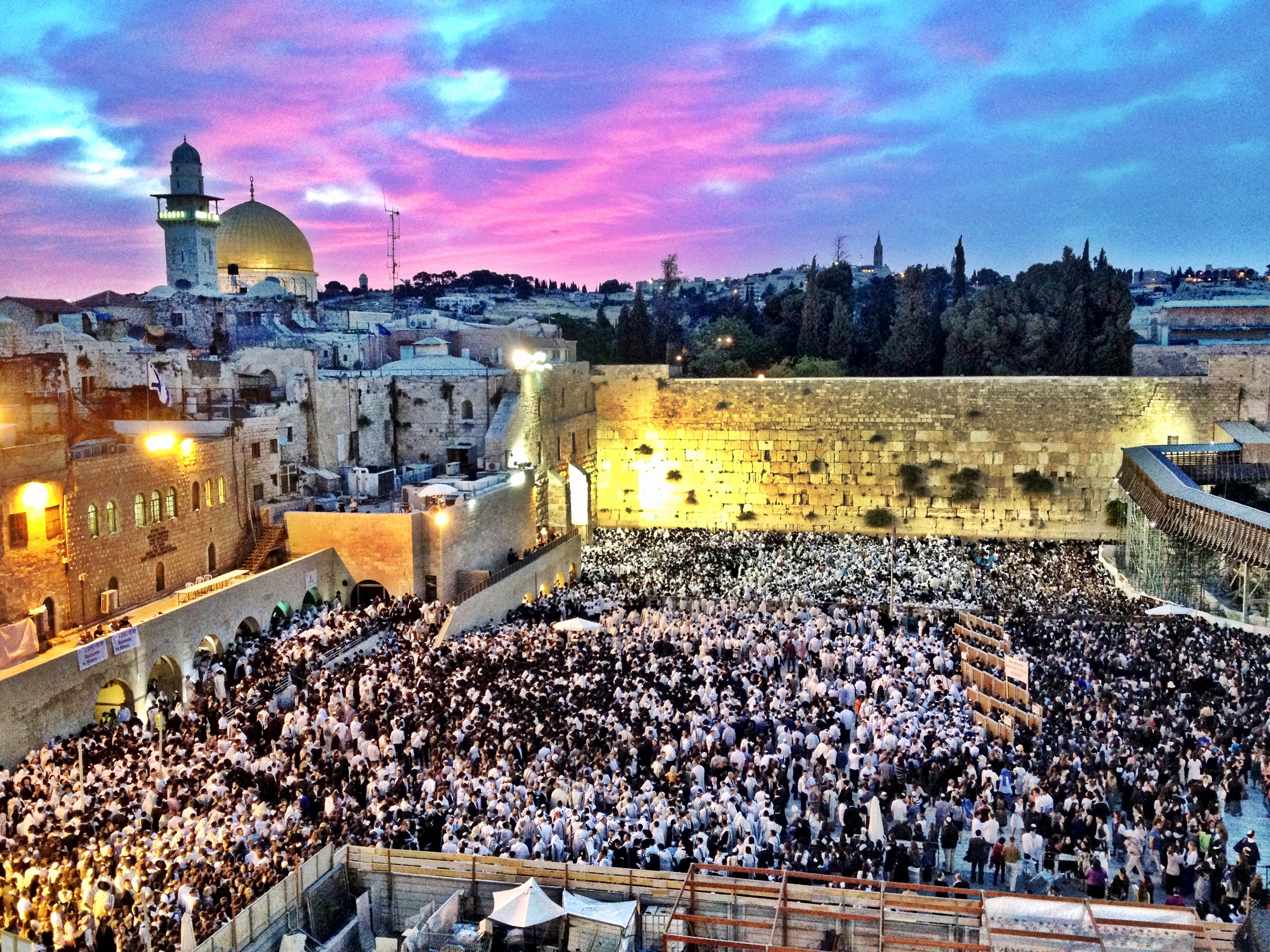
Ebrei riuniti durante lo Shavu'òt davanti al Muro Occidentale di Gerusalemme

Il grande consumo di caffè nell'Impero ottomano si pensa sia un fattore dell'origine della pratica di studio notturno della Torah a Shavuot.
Si possono studiare svariati argomenti nella notte di Shavuot, sebbene Talmud, Mishnah, e Torah sono usualmente ai primi posti della lista. I devoti possono studiare da soli o con un chavruta (compagno di studio), o frequentare shiurim (lezioni) e gruppi di studio notturni. Sia uomini sia donne partecipano a questa tradizione.
A Gerusalemme, decine di migliaia di persone portano a conclusione il proprio studio notturno camminando fino al Muro Occidentale prima dell'alba, unendosi poi sul luogo al minian dell'aurora. Tale pratica iniziò nel 1967. Una settimana prima di Shavuot in quell'anno, l'esercito israeliano catturò la Città Vecchia di Gerusalemme nella Guerra dei Sei Giorni, ed il giorno di Shavuot l'esercito aprì il Muro Occidentale (fino ad allora proibito) ai visitatori. Oltre 200.000 ebrei arrivarono e pregarono al sito del Muro che era stato vietato all'accesso dal 1948. L'usanza di camminare fino al Muro occidentale nel giorno di Shavuot è continuata ogni anno, da quella occasione.

#### Tikkun Leil Shavuot
Seguendo la tradizione dello studio notturno della Torah, il rinomato talmudista del XVI secolo Isaac Luria organizzò un servizio liturgico speciale per la sera di Shavuot. Il Tikkun Leil Shavuot ("Rettificazione della Notte di Shavuot") consiste di stralci, dall'inizio alla fine, di ciascuno dei 24 libri del Tanakh (inclusa la lettura completa di diverse sezioni chiave, come il resoconto dei giorni della Creazione, l'Esodo, l'episodio dei Dieci Comandamenti e lo Shemà) e i 63 libri della Mishnah. Ciò è seguito dalla lettura dello Sefer Yetzirah, i 613 Mitzvot come elencati da Maimonide, e passi dello Zohar, con preghiere all'inizio e alla fine del servizio. Tale lettura è suddivisa in tredici parti, e dopo ciascuna parte si recita un Kaddish di-Rabbanan quando il Tikkun viene studiato in gruppo di almeno dieci ebrei devoti.
Questo servizio liturgico è stampato in un libro speciale e viene usato da molte comunità sefardite orientali, come anche da alcune comunità tedesche e chassidiche. Esistono libri simili per le vigilie prema del settimo giorno di Pesach e di Hoshanah Rabbah.
Gli ebrei spagnoli e portoghesi non osservano questa tradizione.